# Carina Wenninger
Carina Wenninger   (Thal, 6 de febrer de 1991) és una futbolista austríaca que juga com a defensora a l'AS Roma de la Sèrie A i a la selecció de futbol femenina d'Àustria.

## Biografia
Wenninger forma part de la selecció austríaca. L'1 de desembre de 2020, va jugar el seu partit número 100 amb Àustria en una victòria per 1-0 sobre Sèrbia a la classificació per a l'Eurocopa Femenina de la UEFA 2022.
És la jugadora amb més partits disputats en la història del Bayern de Múnic. El 22 de juny de 2022, Wenninger va ser cedida a l'AS Roma.